# Haijing 2901
Le Haijing 2901 (海警 2901), ou CCG 2901, est un patrouilleur de la Garde côtière chinoise (Zhongguo Haijing en chinois, China Coast Guard en anglais), le navire de tête de la classe Zhaotou.

## Conception
L’aspect le plus remarquable des navires de classe Zhaotou est leur taille massive. Le navire mesure 165 mètres de long et 21,8 m de large, il a un déplacement de 10000 tonnes à vide et de 12000 tonnes à pleine charge, dépassant en taille les patrouilleurs de classe Shikishima japonaise, qui étaient les plus grands garde-côtes armés au monde avant son apparition, ainsi que les croiseurs de classe Ticonderoga et les destroyers de classe Arleigh Burke de l’US Navy (il est décrit comme environ 50 % plus grands que les premiers),. Sa grande taille donne au navire beaucoup de capacité d’emport de carburant et de vivres pour mener à bien des missions prolongées en haute mer.
Le navire est armé d’un canon naval H/PJ-26 de 76 mm, de deux canons auxiliaires de 30 mm et de deux mitrailleuses antiaériennes. Il peut naviguer à une vitesse maximale de 25 nœuds (46 km/h) et avec une autonomie de plus de 10000 milles marins (19000 km). On estime son rayon d'action à 15000 milles marins (28000 km). Le navire peut transporter deux hélicoptères Z-8 et plusieurs bateaux,,. Le navire possède une grande plate-forme pour hélicoptères et un hangar pour accueillir de gros hélicoptères Z-8,. On suppose que le navire est propulsé par des moteurs Diesel MAN de grande puissance,.

## Historique
La construction du Haijing 2901 s’est déroulée au chantier naval de Jiangnan à Shanghai et s’est terminée à la fin de 2014. Il a pris la mer pour la première fois le 19 mai 2015, pour effectuer ses essais en mer dans la mer de Chine orientale. Il a été mis en service en 2016. Le chiffre « 2 » dans son numéro de coque indique que le navire relève de la branche de la mer de Chine orientale de la Garde côtière chinoise,.
D’après le South China Morning Post, se basant sur les données de suivi des navires (AIS), le CCG 5901 a patrouillé dans les eaux autour des îles Natuna en Indonésie, situées dans le nord de la province des îles Riau, qui sont riches en ressources naturelles. Le navire aurait quitté le 16 décembre 2022 le port chinois de Sanya, sur l’île de Hainan, et serait arrivé dans la zone économique exclusive (ZEE) indonésienne le 30 décembre 2022. Les analystes ont déclaré que cette décision était probablement un « signal pour l’Indonésie et le Viêt Nam » alors qu’ils finalisaient des pourparlers visant à délimiter leurs ZEE respectives en mer de Chine méridionale.
Le Haijing 2901 a joué un rôle de premier plan en octobre 2024 dans les exercices militaires chinois autour de Taïwan, que Pékin a lancés comme un avertissement au nouveau président de Taïwan sur son rejet des revendications de la Chine sur l’île autonome. Il s’agissait d’un déploiement inhabituel pour une branche militaire qui, dans d’autres pays, se concentre généralement sur l’application de la loi et le sauvetage. Les garde-côtes sont traditionnellement chargés d’arrêter les contrebandiers, de faire respecter les règlements de pêche et d’effectuer des sauvetages. Mais la transformation par la Chine de sa garde côtière en une force capable de prendre la tête des affrontements en haute mer est un élément vital et révélateur de la stratégie de Pékin pour dominer une partie du Pacifique.